# Métabief (station de sports d'hiver)
Métabief Mont d'Or est une station de montagne française du Haut-Doubs, située en partie sur la commune de Métabief. Les autres communes de la station sont Jougne, Les Hôpitaux-Neufs, Les Hôpitaux-Vieux, Longevilles-Mont-d'Or et Rochejean. Elle connaît une activité tant en hiver (ski alpin, ski de fond, raquettes de neige, etc.) qu'en été (randonnée, VTT, VTT de descente, luge d'été...).

## Histoire
- 1979

Le décret du 12 mars 1979 classe la commune de Métabief parmi les stations nationales de sports d'hiver.
- 2006

Ouverture du nouveau télésiège débrayable 6 places qui permet l'accès au sommet du Morond (antécime du Mont d'Or) puis de là, à l'ensemble du domaine skiable de la station de Métabief (Métabief, Paradis, Troupezy, Super-Longevilles et Piquemiette (côté Jougne).
- 2024

Le 13 septembre, à la suite d'un rapport relatif à l'avenir de la station de ski de Métabief, le Syndicat mixte du Mont d'Or (SMMO) a décidé de suspendre, dès l'hiver, l'exploitation des 5 remontées mécaniques de Piquemiette.

## Domaine skiable
Le domaine skiable a été développé sur les pentes du Mont d'Or. Avec 40 km de pistes, il est l'un des trois plus vastes du Jura français. Un quart du domaine est équipé d'enneigeurs. Trois secteurs - reliés entre eux - sont aménagés :
Métabief
Le domaine principal est desservi par la seule remontée mécanique de conception récente de la station, le télésiège 6-places débrayable "Morond". Trois pistes, de tous niveaux, sont desservies, pour 405 m de dénivelé. La partie supérieure du secteur est dotée de pistes peu pentues, ce qui impose de pousser un peu sur les bâtons selon l'état du manteau neigeux. Plusieurs courtes remontées mécaniques complètent l'offre directement aux pieds de la station.
Superlongevilles
Ce domaine est accessible à la fois par les pistes, et par la route en provenance de Longevilles-Mont-d'Or. Relativement calme et peu fréquenté, il est desservi par un télésiège de conception ancienne, et deux téléskis doubles. Les pistes y sont relativement plus faciles, mais le dénivelé total y est moindre que sur les autres secteurs.
Piquemiette
Ce secteur est situé à proximité immédiate de la frontière avec la Suisse. Il est dominé par le versant en falaises du Mont d'Or. Il est - difficilement - relié avec le reste du domaine à l'aide du télésiège « Chamois », qui a un tracé quasiment à l'horizontale. Dans le sens du retour, une piste bleue relativement facile a été aménagée. L'essentiel de ce secteur relativement peu fréquenté est desservi par trois télésièges de conception ancienne, ainsi qu'un téléski. Les pistes ont toutes été tracées directement dans la forêt.

## Domaine VTT
Le domaine VTT s’étend uniquement sur les pentes télésiège débrayable du Morond mais propose des parcours variés dans plusieurs domaines : VTT de descente, enduro, cross-country, VTT à assistance électrique, ainsi qu’une zone d’initiation et une école de VTT. Les vélos sont accrochés aux remontées mécaniques à l’aide de supports spécifiques fixés à l’arrière des télésièges débrayables (TSD). Ces supports permettent de suspendre les vélos par la roue avant garantissant un transport sécurisé et rapide jusqu'au sommet.
Descente et Enduro

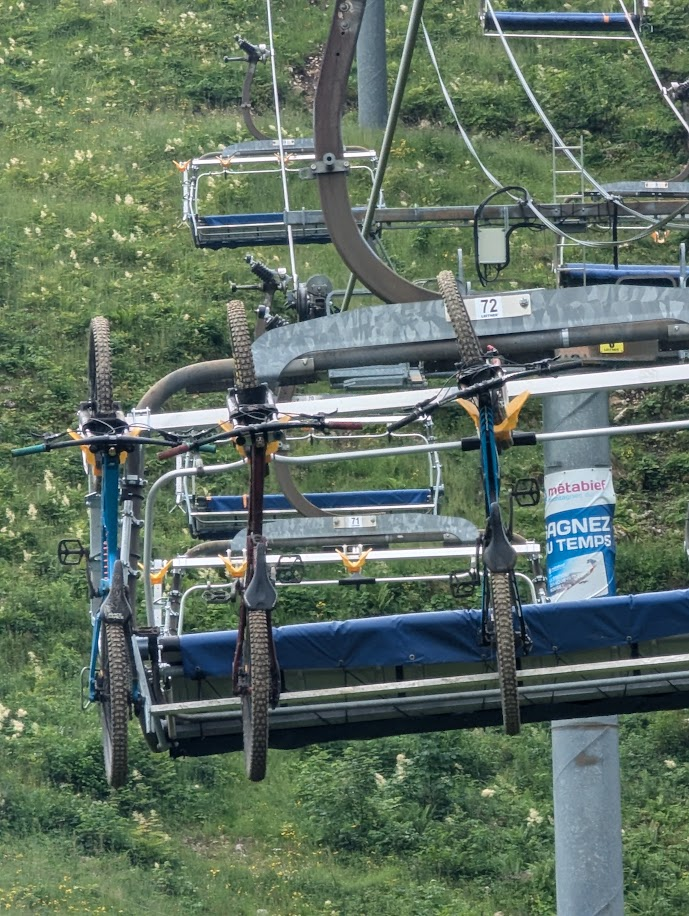
VTT accrochés au siège par la roue avant. TSD Morond Métabief

Le domaine VTT descente et enduro propose 25 km de pistes, ponctuées d'aménagements spécifiques, avec un dénivelé négatif maximal de 420 mètres. Les pistes débutent à une altitude de 1420 mètres et se terminent au pied du télésiège, à 1000 mètres.
La station comporte comme en ski 4 types de pistes de VTT :
- 1 piste verte : "Bike All", 5 km et 420 m de dénivelé.
- 2 pistes bleues : "Atlas", 4 km et la "Cordillère", 2,7 km.
- 2 pistes rouges : "Caucase" 3,5 km et "Dolomite", 3 km.
- 3 pistes noires : "Himalaya", 1,2 km ; "Rocheuse", 3 km et "Elbrouz", 500 m)[2].

### Cross-country et VTT à assistance électrique
Le site propose 56 km de parcours balisés pour le cross-country, allant de chemins blancs à des singles techniques. Il est également labellisé par la Fédération Française de Cyclisme (FFC). Les parcours se déclinent en plusieurs niveaux :
- Circuit Vert n°3 (8,6 km, D+ 235 m)
- Circuit Bleu n°4 (11,7 km, D+ 400 m)
- Circuit Bleu n°55 (13,7 km, D+ 565 m)
- Circuit Rouge n°77 (22 km, D+ 520 m)

Un itinéraire spécifique de montée pour VTT à assistance électrique a été aménagé, permettant de rejoindre le sommet du Morond (9 km, D+ 570 m).

## Transition de la Station vers un Modèle Durable
La station fait face aux défis climatiques et économiques liés au réchauffement global. Ces enjeux ont poussé le Syndicat Mixte du Mont d’Or (SMMO) à engager une transition vers un modèle de station de montagne durable.

### Contexte Climatique
Depuis la révolution industrielle, les émissions de gaz à effet de serre ont conduit à un dérèglement climatique mondial. Métabief, comme d’autres stations de moyenne montagne, subit ces effets de manière significative.
- Évolution des températures : Depuis les années 1970, la température moyenne hivernale à 1 000 m d'altitude est devenue positive. En 20 ans, la limite pluie/neige a reculé de 200 m.
- Projections :  Selon une étude commandée en 2016 par le Syndicat mixte du Mont d'Or qui exploite la station de Métabief;, la viabilité du ski alpin est estimé a zéro après 2040 et seules les pistes avec neige de culture seront fonctionnelles durant la décennie précédente[3]. De plus, si les concentrations de gaz à effet de serre demeurent importantes, la moyenne montagne serait presque dépourvue d'enneigement en 2100[4].

### Impact sur le Territoire du Haut-Doubs
La transformation de la station aura un impact significatif sur l'économie touristique du Haut-Doubs, dont elle représente actuellement 50 %, avec le ski alpin à l'origine de 90 % de cette contribution. Cependant, les défis climatiques et environnementaux, tels que la gestion des ressources en eau et la préservation de la biodiversité, intensifient les pressions sur ce modèle. La transition vers une station de montagne, bien qu'essentielle, ne suffira pas à compenser la disparition progressive du ski alpin.
Face à cette situation, le territoire du Haut-Doubs a lancé en 2022 un masterplan loisirs et tourisme. Cette initiative vise à repenser l'offre touristique et à développer de nouvelles activités attractives, en concertation avec l'ensemble des acteurs locaux : collectivités, professionnels du secteur, habitants et visiteurs.

### Actions pour une Transition
Face à ces constats, Métabief a entamé une transformation profonde :
- Maintien du ski alpin : Des investissements de 7,4 millions d'euros (2021-2027) sont consacrés à la rénovation des infrastructures, comme le télésiège Troupézy.
- Diversification des activités : 12,6 millions d'euros € (2022-2025) sont alloués au développement d’activités 4 saisons, telles que la Luge d'été, ouverte 10 mois par an, et de nouveaux parcours VTT[5].

## Galerie

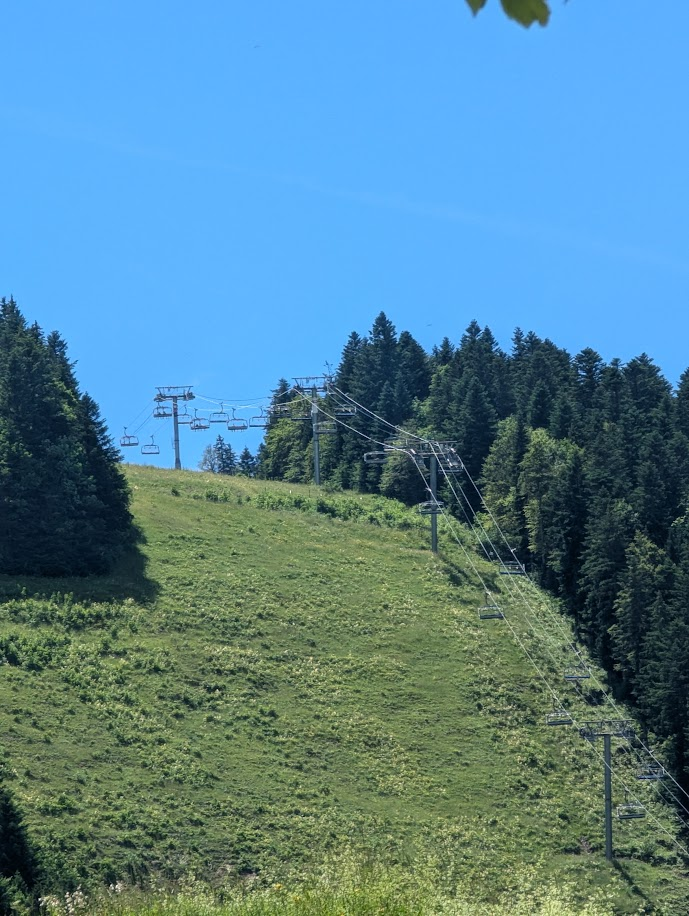
Vue de la remontée mécanique du Morond depuis la commune des Hôpitaux-Neufs.

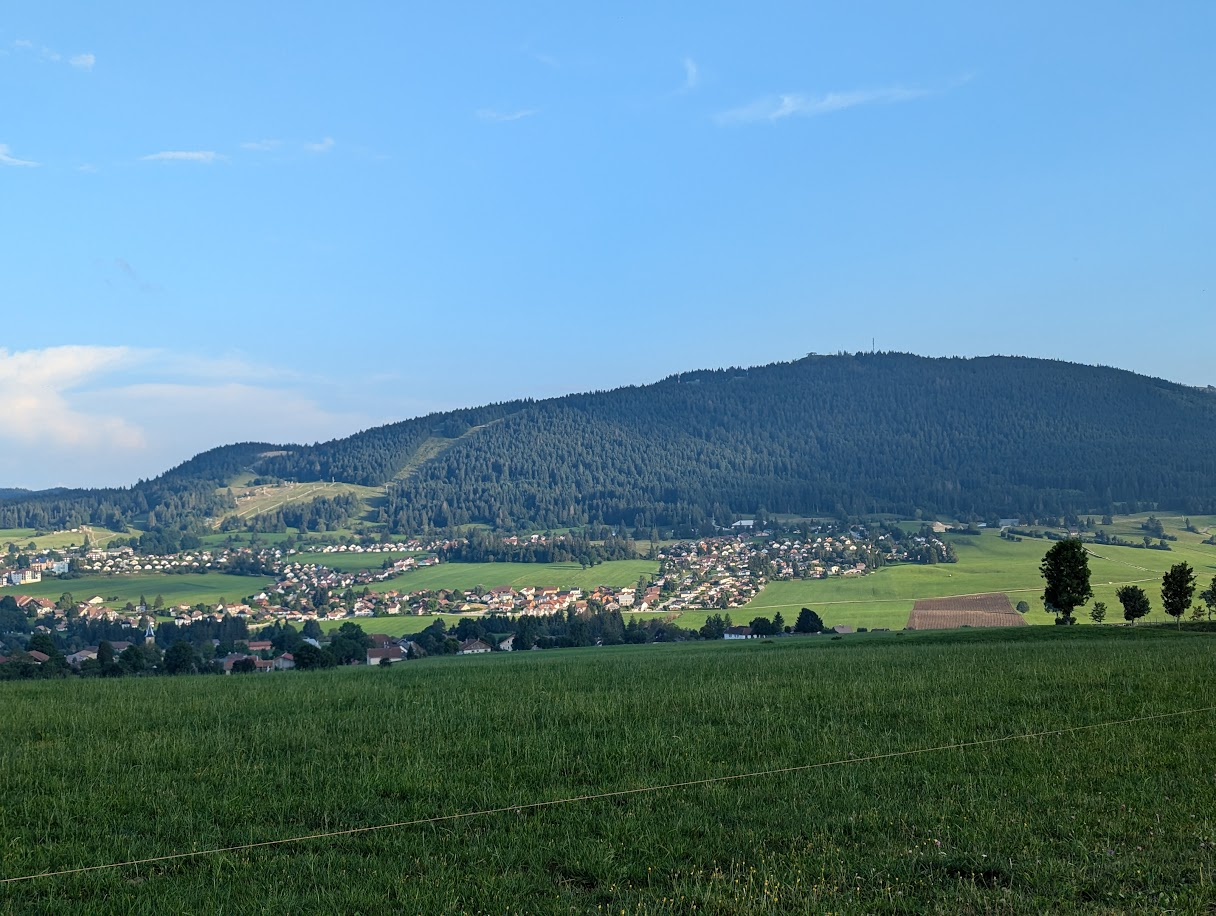
Vue du Morond depuis les hauteurs de la commune de Saint-Antoine.

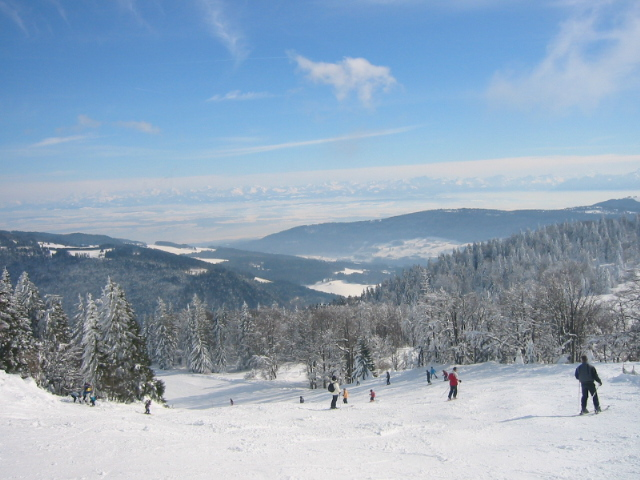
La station de ski Métabief (côté Piquemiette - Jougne).
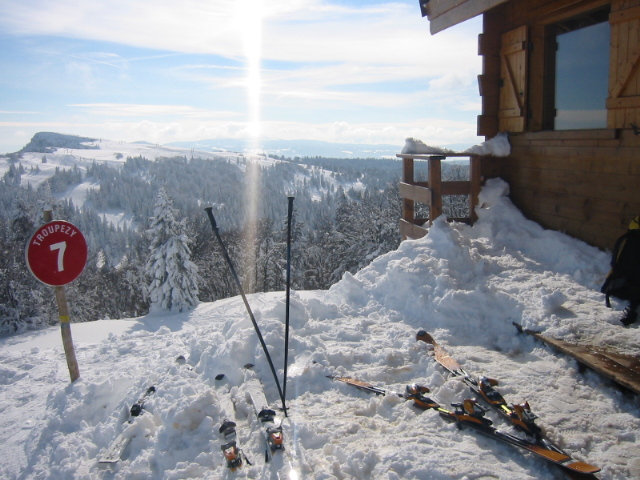
La station de ski Métabief.
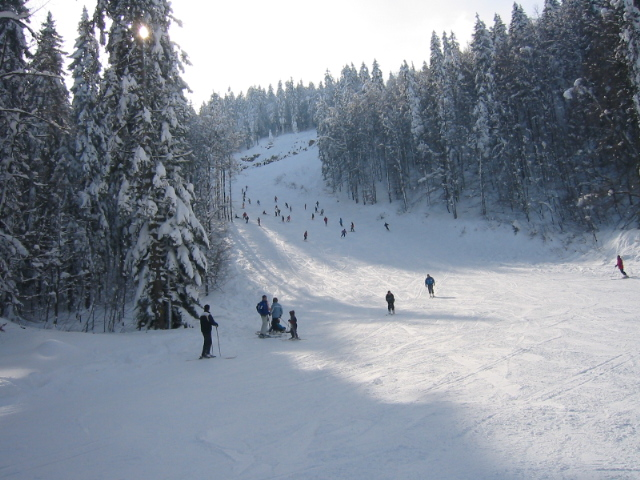
Piste de la station de ski Métabief.
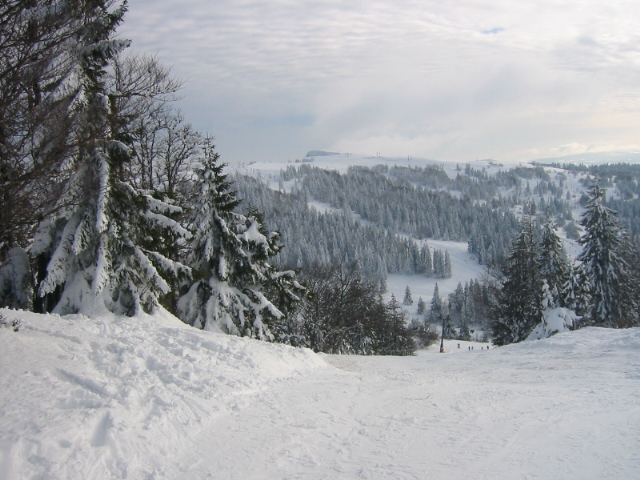
Piste de la station de ski Métabief.
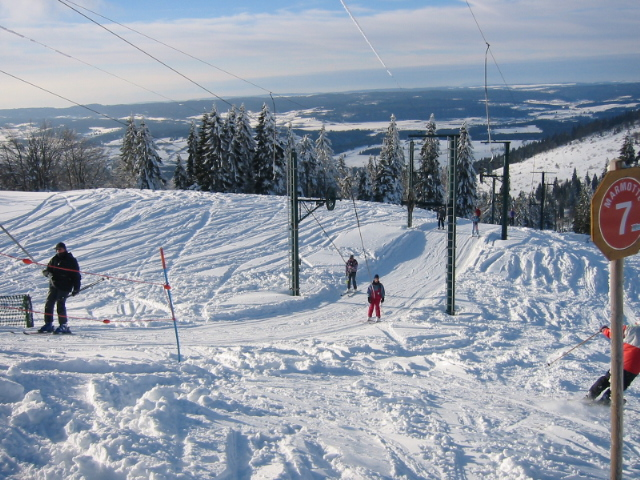
Le tire-fesses de Bellevue
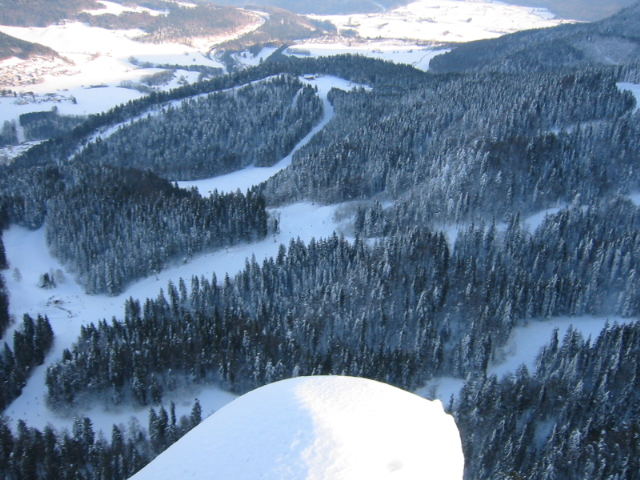
Point de vue depuis le mont d'Or (côté Piquemiette - Jougne).
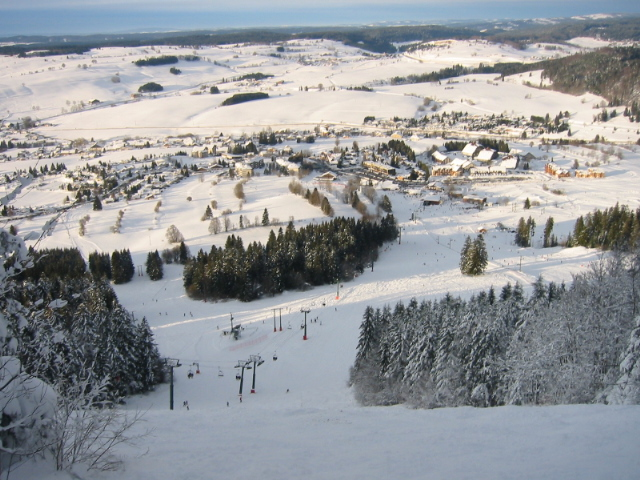
Vue du haut des pistes.
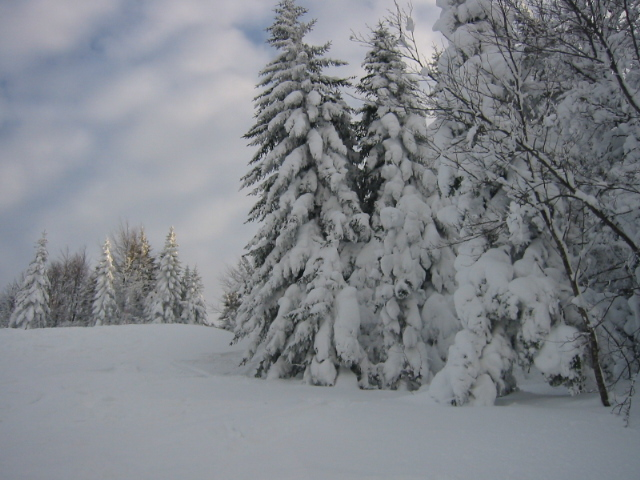
Vue du haut des pistes.